# Rodange
Rodange (Luxemburgs: Réiden op der Kor, Duits: Rodingen) is een plaats in de gemeente Pétange en het kanton Esch-sur-Alzette in Luxemburg.
Rodange telt 4510 inwoners (2001).
Rodange ligt aan de rivier de Chiers, een zijrivier van de Maas. De Luxemburgse naam van de plaatst, Réiden op der Kor, geeft dit ook aan: Kor is de Luxemburgstalige naam van deze rivier.
Kenmerkend voor de plaats is een grote hoeveelheid tankstations. Dit komt doordat het dorp op het drielandenpunt ligt bij Aubange in België en Longwy in Frankrijk.

## Verkeer en vervoer
- Trein: Station Rodange
- Weg: N31 en N5

## Geboren
- Charles Kohl (1929-2016), beeldhouwer, kunstschilder

Lamadelaine · Pétange · Rodange

Luxemburgse gemeenten · Kanton Esch-sur-Alzette · Luxemburg